# Луи, Джефф
Джефф Луи (англ. Jeff Louis; 8 августа 1992, Порт-о-Пренс, Гаити) — гаитянский футболист, полузащитник. Выступал за сборную Гаити.

## Клубная карьера

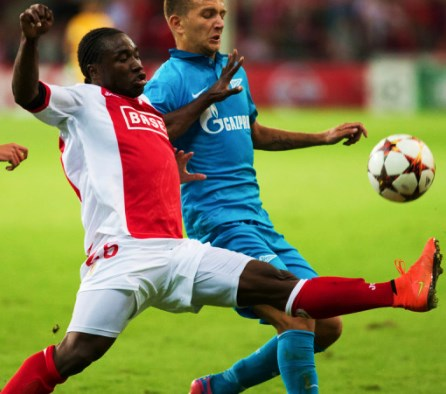
Луи в составе льежского «Стандарда»

Луи начал карьеру в местном клубе «Миребалаис». В 2010 году полузащитника заметили скауты французского «Ле-Мана» и пригласили в команду. Джефф начал выступления за команду дублёров. 24 сентября в матче против «Дижона» он дебютировал в Лиге 2. 16 мая 2011 года в поединке против «Лаваля» Луи забил свой первый гол за команду. В следующем сезоне Джефф выиграл конкуренцию за место в основе и стал одним из ключевых футболистов клуба.
В 2012 году Луи перешёл в «Нанси». 17 августа в матче против «Лилля» он дебютировал в Лиге 1. Из-за высокой конкуренции Джефф чередовал выступления за основную команду и дубль, как и в «Ле-Мане», во втором сезоне он стал одним из лидеров команды. 18 октября в поединке против «Клермона» Луи забил свои первые голы за «Нанси». 3 февраля 2014 года в матче против «Гавра» Джефф сделал первый в карьере хет-трик.
В мае того же года предметный интерес к Луи проявлял шотландский «Селтик», но в итоге Джефф перешёл в льежский «Стандард». Сумма трансфера составила 1,9 млн. евро. 15 августа в матче против «Мускрон-Перювельз» он дебютировал в Жюпиле лиге. 23 августа в поединке против «Вестерло» Луи забил свой первый гол за клуб из Льежа.
Летом 2015 года Джефф перешёл в «Кан». 22 августа в матче против «Ниццы» он дебютировал за новую команду. 19 сентября в поединке против «Монпелье» Луи забил свой первый гол за «Кан».

## Международная карьера
В 2012 году Луи попал в заявку сборной Гаити на участие в Карибском кубке. 8 сентября в матче турнира против сборной Сен-Мартена он дебютировал за национальную команду. В 2013 году в составе сборной Джефф принял участие в розыгрыше Золотого кубка КОНКАКАФ. На турнире он сыграл в матчах против сборных Гондураса, Сальвадора и Тринидада и Тобаго.
В 2014 году в поединке Карибского кубка против сборной Французской Гвианы Джефф забил свой первый гол за национальную команду.
В 2015 году в составе сборной Луи принял участие в розыгрыше Золотого кубка КОНКАКАФ. На турнире он сыграл в матче против США и Панамы.
В 2016 году Луи попал в заявку на участие в Кубке Америки в США. На турнире он сыграл в матчах против команд Перу, Бразилии и Эквадора.

### Голы за сборную Гаити
| #   | Дата           | Место                              | Противник          | Счет | Результат | Соревнование         |
| --- | -------------- | ---------------------------------- | ------------------ | ---- | --------- | -------------------- |
| 01. | 9 октября 2014 | Сальвио Катор, Порт-о-Пренс, Гаити | Французская Гвиана | 1:0  | 2:2       | Карибский кубок 2014 |
| 02. | 27 марта 2015  | Ху Лэн, Чанша, Китай               | Китай              | 1:0  | 2:2       | Товарищеский матч    |

## Достижения
Международные
 Гаити
- Карибский кубок — 2012